# دریای داخلی، گوزو
دریای داخلی (انگلیسی: Inland Sea) یا غَورا، یک کولاب در جزیره غودش است که از طریق دهانه ای که توسط یک طاق طبیعی باریک تشکیل شده است.